# 上海共同租界工部局警務処
上海共同租界工部局警務処（シャンハイきょうどうそかいこうぶきょくけいむしょ、英語: Shanghai Municipal Police、略称SMP; 中国語: 上海公共租界工部局警務處）は、1854年から1943年まで存在した上海共同租界の警察機関である。これは、当時の上海共同租界を統治していた上海共同租界工部局の下に置かれていた。1943年にこの租界が中国に返還されるまで、工部局警察は外国人主導の統治の下で活動していた。
当初は主にイギリス人を中心としたヨーロッパ人によって構成されていたが、1864年以降は中国人も加わり、その後90年にわたり部隊は拡大された。1884年にはシク教徒部隊が設立され、1916年からは日本人部隊も加わった。さらに、1918年には志願による非常勤の特別警察も編成された。1941年には、かつての万国商団ロシア連隊を前身とするロシア人補助部隊が加わった。
1943年7月、租界が中華民国政府（汪精衛政権）に返還されたことで、約90年の歴史に幕を閉じた。

## 歴史

### 起源

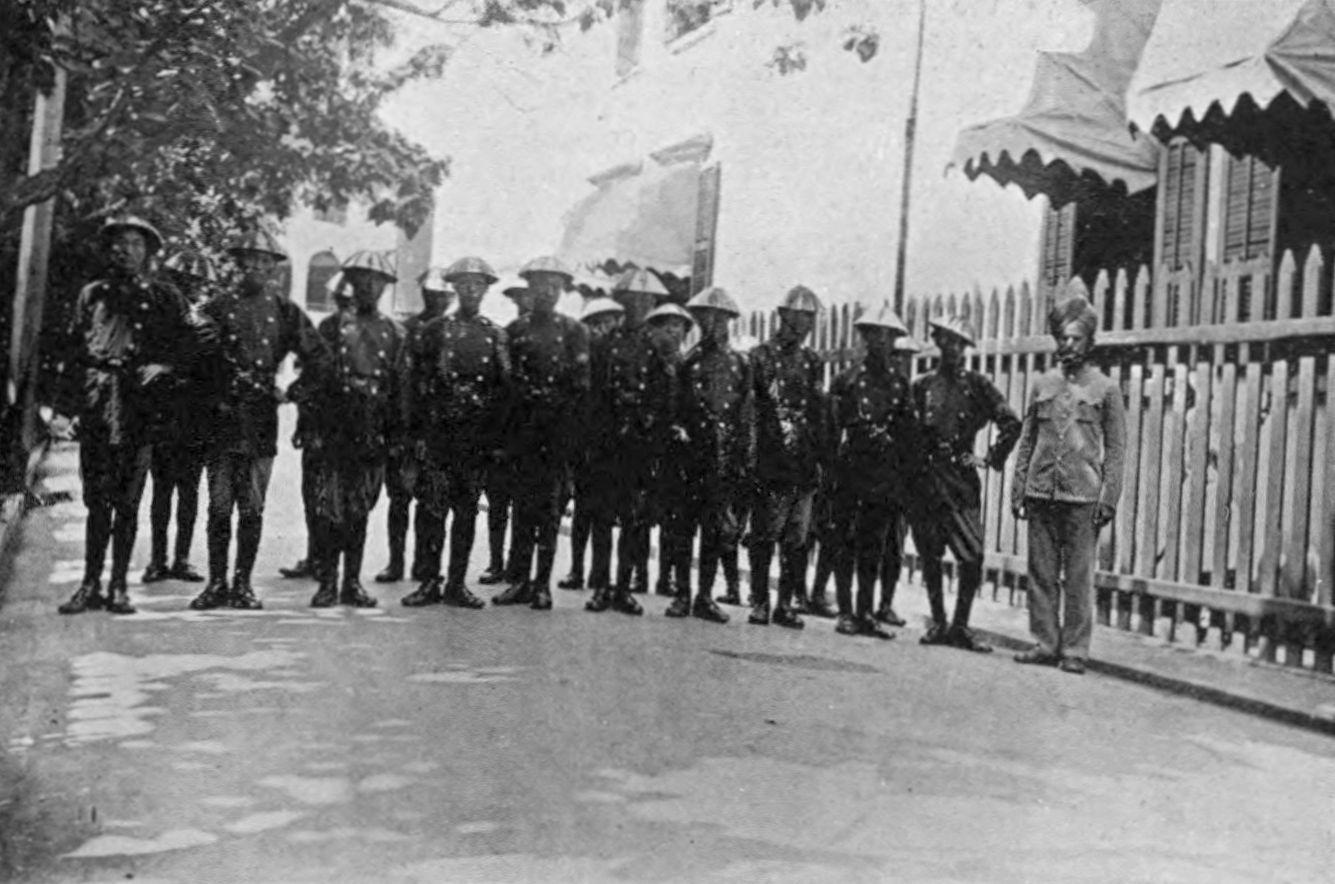
工部局警察の華人部隊、1908年

1853年、太平天国と小刀会蜂起が上海に軍事的圧力をもたらすと、英仏米3国の租界は連合し、1854年に巡捕房を設置した。この際成立した上海英租界巡捕房が中国近代史上最初の、近代的な意味での警察機構である。1862年にフランス租界が連合を脱退し、自ら「公董局」を設置すると、1863年に英米両租界は合併し、1893年には共同租界に改名された。
最初の派遣隊は、事実上香港警察から借用されたサミュエル・クリフトン（Samuel Clifton）率いる31名のヨーロッパ人であり、これは上海共同租界工部局の設立直後に即座に募集されたものであった。彼らは1854年9月にはすでに巡回を開始していた。その後も、王立アイルランド警察隊、ロンドン警視庁、さらには上海駐留軍からも人員が補充され、やがて共同租界工部局におけるロンドンの仲介会社であるジョン・プーク商会（John Pook & Co.）を通じ、イギリス国内からの募集体制が整えられた。制度が整うと、若い男性が上海で勤務するために定期的に採用されるようになった。ただし、下級からの昇進の機会は限られていた。幹部の多くはイギリス本国や植民地の警察から採用されていたが、1910年代から1930年代にかけては、イギリス人青年が士官候補生として採用され、部隊内で高い地位に就くこともあった。
日中戦争開戦の前年である1936年時点で、上海共同租界工部局警務処の総人員数は4,739名であった。そのうち、中国人部隊には3,466名、ヨーロッパ人部隊（主にイギリス人）には457名、シク教徒部隊には558名、日本人部隊には258名が所属していた。

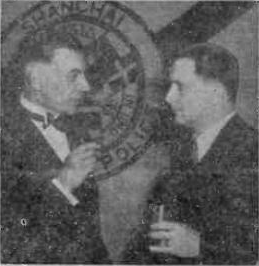
G. Godfrey Phillips with Cornell Franklin, Secretary and Chairman of the SMC, in front of a Municipal Police flag in 1939

この警察組織は主に犯罪の予防・捜査や交通整理といった日常業務に従事していたが、一方で租界における中国民族主義運動に対する防衛線とも見なされていた。1913年、袁世凱による専制的な大総統体制に対する第二革命が失敗に終わった後、租界では武装犯罪が次第に深刻化していった。1926から27年にかけての中国国民党による北伐前後には、武装強盗や政治的誘拐事件の多発により、工部局警察も対応に苦慮することとなった。1930年代を通じて、国民政府およびその傘下の上海市政府警察との対立も顕著になり、とりわけ租界外での活動権や治外法権問題をめぐって対立が深まった。

### 第二次世界大戦と解散
1937年7月の日中戦争勃発から1941年12月8日の真珠湾攻撃までの間、上海の共同租界およびフランス租界は、華東における唯一の中立地域であり続けた。この人口稠密かつ名目上は中立を保つ「孤島」において、上海共同租界工部局警務処は、中国側と日本の帝国陸軍およびその協力者たちとの間で激化する爆弾テロや報復攻撃の波の中で、秩序の維持に苦闘した。1941年12月の租界占領とともに、工部局警察は日本軍の管理下に置かれた。工部局警察の外国人部隊に所属していたイギリス人警官の多くは政治犯として逮捕され、海防路の収容所に拘禁されたが、大半は1943年2月から3月にかけて解任・拘留されるまで、その職務を継続せざるを得なかった。その後も工部局警察は存続し、1943年中頃には、合併後の上海市政機構に編入された。白系ロシア人、中国人、日本人、インド人（後者の多くは1944年から45年にかけて解任された）などの職員が引き続き勤務し、枢軸国または中立国出身の一部ヨーロッパ人職員も同様に残留した。
拘留されていた工部局警察の警官たちは、戦争終結後に職務へ復帰できると期待していたが、1943年に締結された「英国の在華治外法権および関連特権の廃止に関する中英条約（英語: Sino-British Treaty for the Relinquishment of Extra-Territorial Rights in China、中国語: 中英關於取消英國在華治外法權及處理有關特權條約）」によって共同租界の廃止が正式に確認され、その望みは絶たれた。戦後、上海市警察局は、旧工部局警察に所属していた白系ロシア人職員の一部を引き続き雇用したが、その数は徐々に減少していった。一方、中国人職員は全員そのまま職に留まった。外国人職員は解散後に各地へ分散し、警察や文民、軍事部門など別の職に就く者もいた。上海に残された記録によれば、1949年の中国共産党による上海接収後、旧工部局警察に所属していた一部の中国人職員は「反革命分子」として調査の対象となった。

### 遺産
上海公共租界工部局警務処は、警察業務の分野における先駆者としての遺産を現在にも残しており、かつての隊員の多くは警察活動や護身術の分野への貢献によって国際的に知られている。特に記録が残されているのは、武装犯罪の劇的な増加に対する工部局警察の対応であり、ウィリアム・E・フェアバーン（William E. Fairbairn）やダーモット・“パット”・オニール（Dermot 'Pat' O'Neil）といった現役警官が、エリック・A・サイクス（Eric A. Sykes）ら志願の「特別」隊員とともに、コンバット・シューティング、近接格闘術、ナイフ格闘術といった革新的技術を開発したことで知られている（ディフェンドゥー、フェアバーン・システム）。
1925年5月30日、SMPのシク教徒および中国人部隊が中国人デモ隊に発砲し、全国的な反帝国主義運動である五卅運動を引き起こしたという壊滅的な警察行動の失敗を受けて、工部局警察は多数の暴動鎮圧技術を開発した。これらの技術は、副警務処長ウィリアム・フェアバーンによる「後備隊（Reserve Unit）」創設の契機となり、これは世界初の近代的なSWAT部隊と見なされている。上海で開発された技術は、後に国際的な警察機関や秘密戦闘部隊によって導入・改良された。フェアバーンはこの後備隊を率いただけでなく、その新しい手法をアメリカ、キプロス、シンガポールなどの法執行機関にも教えたとされる。

## 政治部
工部局警察内には1898年から「Intelligence Office（情報部）」と呼ばれる政治警察部門が存在していたが、1925年に英連邦各地で使用されていた名称に倣い、「Special Branch（政治部）」へと改称された。
政治部最大の成果は、1931年6月15日にイレール・ヌーランと彼の妻タチアナ・モイセンコを逮捕したことだった。この逮捕は、シンガポール警察政治部、イギリス秘密情報部（MI6）、フランス植民地情報機関との密接な協力の結果であり、上海におけるコミンテルンの秘密国際連絡部を壊滅させることになった。また、工部局警察は1930年から1933年まで上海に住んでいたリヒャルト・ゾルゲが第三インターナショナルのメンバーであることを正確に突き止めていた。1928年以降、政治部は国民党の情報機関と密接に連携し、1932年までに中国共産党の都市部拠点を多く壊滅させた。政治部のアーカイブは1949年にアメリカ合衆国中央情報局（CIA）によって取得され、1980年代には研究者に公開されたが、明らかに上海での過去を持つ人物を危険に晒す可能性のある資料は削除されていた。

## 階級
上海共同租界工部局警務処は、警察の階級をイギリス式に基づいて使用しており、ヴィクトリア朝のロンドン警視庁の階級構造を踏襲していた。最低の階級から最高の階級まで、以下のような階級が設定されていた：
- Constable (警目。1929年以降はProbationary Sergeant見習警長）
- Sergeant（警長）
- Sub-Inspector（副督察）
- Inspector（督察）
- Chief Inspector（総督察）
- Superintendent（警司）
- Assistant Commissioner（助理処長）
- Deputy Commissioner（副処長）
- Commissioner of Police (処長。1919以前はCaptain-Superintendent警察司)

## 警察署
1854年から工部局警察が事実上終了した1943年までの間、14の警察署が異なる時期に使用されていた。
- Central Station (1854–1943): Foochow Road
- Louza Station (1860–1943): Nanking Road, scene of the May 30 Movement on May 30, 1925
- Bubbling Well Road Station (1884–1943)
- Sinza Road Station (1899–1943)
- Gordon Road Station (1909–43)
- Chungdu Road Station (1933–43)
- Pootoo Road Station (1929–43)
- Hongkew Station (1861–1943)
- West Hongkew Station (1898–1943)
- Yangtszepoo Station (1891–1943)
- Wayside Station (1903–43)
- Arnold Road Station (1907–43)
- Yulin Road Station (1925–43)
- Dixwell Road Station (1912–43)

1930年代に建てられた隆昌公寓は、かつて中国人警官とその家族のための寮だったが、現在は政府に保護された歴史的建造物となっている。

## 指揮官
- Samuel Clifton (Superintendent 1854–60), resigned after charges of embezzlement were "not proved" in court (North China Herald, 24 November 1860).
- William Ramsbottom (still titled Inspector in February 1862, though Superintendent from 19 April 1861). Late Sgt.-Major, 2nd Queen's. Resignation submitted due to ill health, 9 October 1863.
- Charles E. Penfold (Superintendent, 19 April 1864–85).
- James Painter McEuen (Captain Superintendent, 6 March 1885 to 25 July 1896), previously a Royal Navy captain and Hong Kong Harbour Master, invalided, died on way home, Yokohama.
- Donald Mackenzie (Deputy Superintendent, also acting Captain Superintendent 16 September 1896–98).
- Pierre B. Pattison (Captain Superintendent, 12 Feb 1898-30 September 1900), on secondment from Royal Irish Constabulary, but denied extension for apparent political reasons.
- G. Howard (Chief Inspector, Acting i/c 1 October 1900 – 8 March 1901).
- Alan Maxwell Boisragon (Captain Superintendent, 8 March 1901 – 20 September 1906), forced to resign after Mixed Court Riot of 1905. Boisragon had been one of the two survivors of the 1897 massacre, which prompted the British Benin Expedition.
- Kenneth John McEuen (acting i/c Sept 1906 – August 1907).
- Col. Clarence Dalrymple Bruce (Captain Superintendent, 7 August 1907–13), forced to resign after being scapegoated for SMC attempt to annex Zhabei (Chapei) during the Second Revolution.
- Alan Hilton-Johnson (acting Captain Superintendent 1914), resigned to serve in British Army during Great War.
- Kenneth John McEuen (Captain Superintendent, 1914–25), forced to retire after May 30 incident (son of J.P. McEuen).
- Edward Ivo Medhurst Barrett (Commissioner of Police, 1925–29), forced to resign.
- Reginald Meyrick Jullion Martin (Extra Commissioner, 1929–31, until F.W. Gerrard appointed permanently to post).
- Frederick Wernham Gerrard (Commissioner of Police, 7 October 1929–38), retired.
- Kenneth Morrison Bourne (Commissioner of Police, 29 March 1938 – August 1941). With the support of Deputy Commissioner Henry Malcolm Smyth, Bourne departed on furlough to take his sons to school in North America and shifted towards a position in MI6. For much of the war Bourne worked for the British Security Executive in New York. In February 1945 he was appointed to take charge of the Chinese Intelligence section of the Government of India’s intelligence bureau.[9]
- Henry Malcolm Smyth, OBE[10] (Deputy Commissioner of Police, 1938–42; acting Commissioner, August 1941 – February 42).  Resigned due to Japanese Occupation; Advisor to (Japanese) Commissioner of Police Watari 21 February 1942 – 10 August 1942. Then as a result of a special arrangement made with the Japanese, Smyth and over 100 senior Shanghai Municipality Civil Servants and Police Officers were repatriated to the neutral Portuguese colonial port of Lorenco Marques.[11]
- 渡正監, Commissioner of Police from 19 February 1942) – 1 August 1943. International Settlement retroceded, and with SMP absorbed into Greater Shanghai Municipality.

## 制服
工部局警察はその存在のほとんどの期間、イギリスまたはイギリス植民地風の制服を着用していた。これには、1900年代初頭までヨーロッパ系警官が着用していたカストディアンヘルメットも含まれる。冬は濃紺のサージ生地の制服を、夏はカーキ色のドリル生地（ショートパンツやスラックスなど）を着用していた。シク教徒の警官は赤いターバンを着け、中国系警官は1919年までは上記グループ写真（1908年撮影）に見えるような円錐形のアジア帽を着用していた。その後、中国系とヨーロッパ系警官は、同じ濃紺の官帽を着用し、その帽子には共同租界の紋章がバッジとして付けられていた。暑い時期にはピスヘルメットがよく着用され、サム・ブラウン・ベルトは銃を携行する警官が着用していた。

## 記章
工部局警察のメンバーは、その歴史の中で複数の功績に対して工部局より勲章を授与される資格があった。自国の勲章に加えて、これらの勲章は公式な地位を持ち、外国の勲章と同様に他の勲章とともに着用することができた。これらの勲章には以下のものがあった：
- Shanghai Municipal Police Distinguished Conduct Medal - 1900年に創設され、クラスIとクラスIIが存在していた。この勲章は、工部局警察に勤務している際に示された勇敢さや顕著な奉仕に対して授与された。受賞者の表彰文には「courage and devotion to duty（勇気と職務に対する献身）」がよく記載されていた。この勲章は、イギリスにおける同名の勲章とほぼ同等であり、勲章のリボンは殊功勲章（Distinguished Service Order）のものと同じであった。
- Shanghai Jubilee Medal - 1893年に創設され、同年11月17日の50周年記念行事の一環として配布された。この日は南京条約後、最初のイギリス領事が上海に到着した日である。銀で鋳造されたこのメダルは、表面に市の印章と「1843年11月17日」の文字が刻まれ、裏面には受賞者の名前と「Shanghai Jubilee. November 17, 1893.」の文字が刻まれた盾章のデザインがあり、さらに蒸気船と2匹の龍が描かれている。
- Shanghai Municipal Police Long Service Medal - 1910年に創設され、長期にわたる服務に対して授与された。また、追加の服務期間に対してはバーが授与された。銀で鋳造されたこのメダルは、表面に工部局警察の印章が刻まれ、裏面には受賞者の名前と「For Long Service」の文字が刻まれている。リボンは金色の内側のストライプと、2本の白い内側のストライプ、そして2本の黒い外側のストライプで構成されていた。
- Shanghai Municipal Police Long Service Medal (Specials) - 1929年に創設され、工部局警察の志願部隊での長期服務に対して授与された。追加の服務期間に対してはバーが授与された。このメダルは通常の長期服務勳章と同じデザインであったが、リボンは通常の長期服務勳章のリボンを小さくしたものを三つ組み合わせたデザインで構成されていた。
- Shanghai Municipal Council 1937 Service Medal - 1937年に創設され、日本の上海侵攻に際して、共同租界を守るために活動した志願部隊、警察、民間人に授与された。メダルは銅製で八角形のブランズウィック・スター（英語版）となっており、表面には工部局徽章が、裏面には「For Service Rendered August 12th to November 12th, 1937」の文字が刻まれていた。
- 工部局警察義勇巡査記念章 - 1943年に上海共同租界が日本軍占領下にあった時期に創設され、工部局警察が1943年7月31日に解散となる前に日本人警察官の服務を認めるものであった。メダルは八角形のブランズウィック・スターで、表面には工部局警察の徽章が刻まれ、裏面には「工部局警察 義勇巡査 記念章 一九四三年 七月三十一日」と浮き彫りで刻まれていた。このメダルは、マルーン色のリボンが特徴であった。